# Вильгефортис

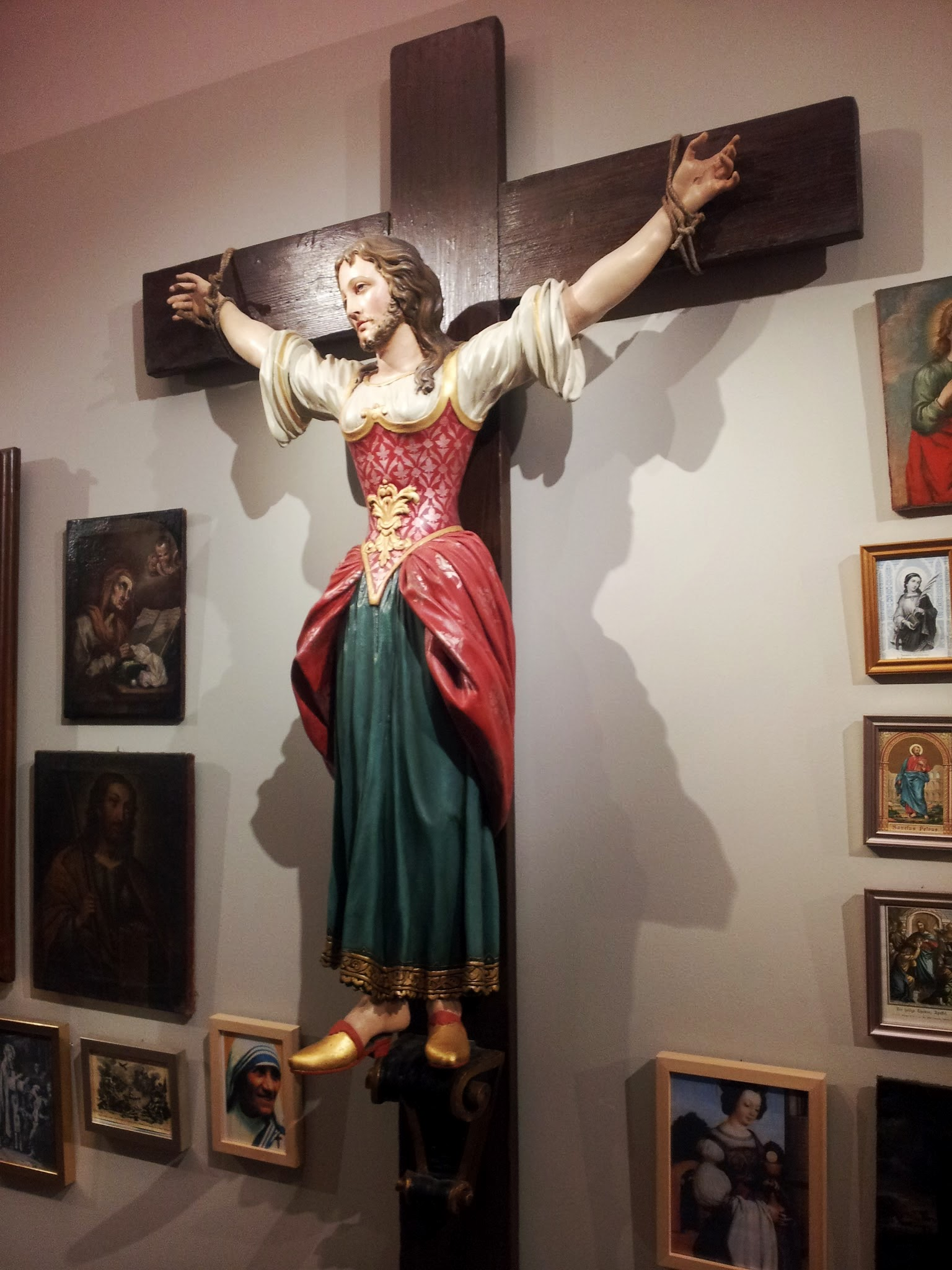

Вильгефортис, Либерата (от лат. Virgo-Fortis — Стойкая Дева; II век) — католическая святая, покровительница девушек, стремящихся избавиться от назойливых воздыхателей. День памяти — 20 июля.
Согласно одной из легенд, Вильгефортис не хотела выходить замуж, поскольку дала обет безбрачия. Отец, языческий король Португалии, пытался выдать девушку замуж против воли (за принца); Вильгефортис молилась, чтобы брак не состоялся, и произошло чудо: у неё тотчас начала стремительно расти борода. На бородатой девушке принц жениться не захотел, и тогда взбешённый отец распял свою дочь.
По другой легенде, Вильгефортис была дочерью римского губернатора Галисии, жена которого родила девять дочерей. Боясь, что муж интерпретирует её многочисленное потомство как знак её неверности, мать Вильгефортис отдавала новорождённых девочек своей служанке, чтобы та их топила. Служанка, будучи христианкой, не подчинялась приказу своей хозяйки и отдавала девочек другим людям. Вильгефортис и её сестра Марина были крещены епископом города Брага Овидием. В возрасте двадцати лет Либерата и Марина были обвинены в непочитании римских богов и казнены через обезглавливание.
Известна также как Либерата, Куммернис, Онтокоммена, Ливраде, а в Англии как Анкамбер.